# Thiếc(II) iodide
Thiếc(II) iodide, còn được gọi là stanơ iodide, là một dạng muối thiếc(II) của iod với công thức SnI2. Nó có khối lượng công thức là 372,518 g/mol. Nó là một chất rắn màu đỏ đến đỏ cam. Điểm nóng chảy của nó là 320 ℃ và điểm sôi của nó là 714 ℃.

## Hợp chất khác
SnI2 còn tạo một số hợp chất với NH3, như SnI2·2NH3 là chất rắn màu trắng đến vàng nhạt. SnI2·4NH3 cũng được cho là tồn tại, dưới dạng chất rắn không màu. Các phức sau cũng tồn tại:
- SnI2·NH3 (nâu);
- SnI2·3NH3 (vàng);
- SnI2·5NH3 (tinh thể trắng);
- SnI2·9NH3 (trắng);
- SnI2·10NH3 (?, tinh thể trắng).[3]